# República de Radomir
La república de Radomir, Alzamiento de Radomir o Rebelión de Radomir fue un fallido levantamiento militar apoyado por parte de la Unión Nacional Agraria Búlgara con el objetivo de acabar con la monarquía y tomar el poder que tuvo lugar a finales de septiembre de 1918 en Bulgaria durante los últimos días de la Primera Guerra Mundial.
Contemporáneo con las negociaciones para la rendición búlgara a la victoriosa Triple Entente, que había conseguido por fin romper el frente macedonio a mediados de septiembre, consistió en la marcha hacia la capital de varios miles de soldados amotinados encabezados por dirigentes agrarios. El asalto contra la capital acabó siendo rechazado por unidades militares fieles al Gobierno y tropas alemanas. Pocos días después estas retomaron el control del territorio controlado temporalmente por los rebeldes, que se dispersaron regresando a sus casas. El fracaso del alzamiento permitió el mantenimiento de la monarquía en Bulgaria pero no pudo impedir la abdicación del zar ni la entrada en el Gobierno de los agrarios pocos meses después.

## Antecedentes
El mando Aliado en el frente macedonio comenzó el 14 de septiembre de 1918 una ofensiva que resultó decisiva, abriéndose camino a través de las líneas búlgaras desmoralizadas. Tras varios días de duros combates en Dobro Polye, la resistencia búlgara cedió y parte de las tropas abandonó el frente, parte desertando y volviendo a sus hogares y parte uniéndose en rebelión para marchar contra la capital con el objetivo de castigar al zar Fernando y a los políticos, considerados culpables de haber traído la guerra al país.

## La marcha hacia la capital

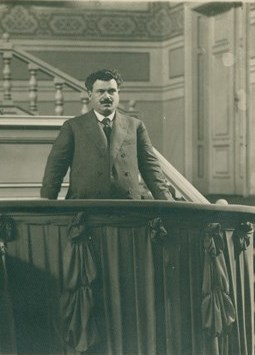
Alejandro Stamboliski, el principal dirigente de la Unión Nacional Agraria Búlgara, desempeñó un papel ambiguo en el levantamiento contra el Gobierno y el zar Fernando. Su prestigio entre las tropas y su conocida oposición a la contienda le hicieron, no obstante, el presidente titular de la efímera república.

El 24 de septiembre, los rebeldes tomaron el cuartel general búlgaro en Kyustendil. La mañana siguiente el Gobierno de Aleksandar Malinov liberó al dirigente agrario Alejandro Stamboliski, que se había opuesto a la guerra y había sido condenado a muerte y más tarde a cadena perpetua por ello. Esa misma tarde, Stamboliski acudió a ver al zar y, tras intercambiar acusaciones, este solicitó a Stamboliski que utilizase su prestigio para calmar a las tropas y restaurar la disciplina en el Ejército. Stamboliski aceptó a condición de que el Gobierno solicitase inmediatamente el armisticio a los Aliados y liberase a los presos políticos. Finalmente llegaron a un acuerdo por el que parte de los prisioneros fueron liberados y una delegación gubernamental partió hacia las líneas enemigas a las 9:15 p. m. acompañada del cónsul estadounidense en Sofía (los Estados Unidos no se hallaban formalmente en guerra con Bulgaria).
Stamboliski y otro dirigente de la Unión Agraria, Raiko Daskalov, partieron hacia el frente la mañana del 26 de septiembre, acompañados de representantes de los socialistas, los Demócratas, los Radicales y del ministro de Defensa. Llegaron a Radomir, la primera localidad en manos de los rebeldes en el camino de la capital alrededor de las 8:00 p. m., donde se les indicó que podían pernoctar en ella y dirigirse a las tropas a la mañana siguiente. Los discursos de los políticos no hicieron mella en los soldados, que continuaron decididos a marchar sobre la capital. La propuesta del ministro de que no regresasen al frente pero abandonasen la marcha contra Sofía y regresasen a sus casas fue mejor recibida, pero no logró que la mayoría de los reunidos renunciase a su objetivo. La delegación de políticos decidió entonces continuar su viaje hasta Kyustendil para evaluar la situación allí y tratar de recabar información sobre la marcha de las negociaciones de armisticio con los Aliados.
Los políticos llegaron a la sede del alto mando a mediodía del 27, donde no hallaron noticias de la delegación que había marchado a tratar con los Aliados. Mientras Stamboliski se dirigía nuevamente a los soldados concentrados en la ciudad, recibió recado de acudir a la oficina de telégrafos, donde Daskalov, que había regresado a Radomir, le anunció la concentración de más de 15 000 soldados dispuestos a marchar contra la capital y solicitó su respaldo a una proclama que tenía preparada en la que se abolía la monarquía y se proclamaba una nueva república con un Gobierno provisional con el propio Stamboliski como presidente. Aunque no se conoce a ciencia cierta, se supone que Stamboliski cedió sin mucho entusiasmo a los requerimientos de Daskalov, que tomó inmediatamente el control de la situación en Radomir. La siguiente proclama fue leída a las tropas, que la acogieron con entusiasmo:

Hoy, 27 de septiembre de 1918, el pueblo búlgaro rompe las cadenas de la esclavitud, depone el régimen despótico de Fernando y sus secuaces, los proclama enemigos del pueblo, se declara pueblo libre con una forma de gobierno republicana y ofrece su mano de paz y compresión a los pueblos de Europa. Desde este día el zar Fernando, su dinastía y el antiguo Gobierno han caído. Todos los administrados provinciales, funcionarios de distrito, comandantes de policía, alcaldes y oficiales del Ejército obedecerán las órdenes del Gobierno provisional de la república.
 Presidente: Al. Stamboliski
 Comandante en jefe: Raiko Daskalov.

Stamboliski, sin embargo, no tomó el mando de las tropas de Kyustendil mientras Daskalov telegrafiaba a los centros administrativos para exigir obediencia al nuevo Gobierno republicano. Marchó a Dupnitsa, unos 75 km. más al Sur, con el objetivo de observar la actitud de las tropas más cercanas al frente, habiendo comunicado su intención al alto mando en Kyustendil. Una vez allí no se presentó a las tropas como el nuevo presidente de la república.

## Asalto a la capital y fin de la rebelión

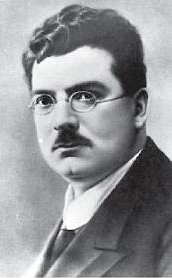
Raiko Daskalov, dirigente de la Unión Nacional Agraria Búlgara que proclamó la república, obtuvo un ambiguo respaldo de su correligionario Alejandro Stamboliski y encabezó el fallido asalto a la capital búlgara.

Mientras, Daskalov organizó las tropas de Radomir en ocho batallones de infantería y dos compañías de ametralladoras, pero no organizó unidades de artillería al considerar que la capital no se resistiría y serían innecesarias para el asalto. A las 9:00 p. m. del día 27 advirtió al antiguo Gobierno que reanudaría la marcha contra Sofía si este no reconocía al nuevo Gobierno provisional.
La mañana del 28 Stamboliski llegó a Radomir y mantuvo una tensa conversación con Daskalov; poco después partió hacia Sofía mientras Daskalov continuaba su avance hacia la capital y alcanzaba Pernik. Stamboliski encontró la capital en relativa calma y se dirigió de inmediato a reunirse con el Consejo de Ministros, que rechazó su explicación de no tener nada que ver con la rebelión militar y de que las acciones de Daskalov se habían debido a la presión de las tropas. Tras abandonar su presencia, el gabinete ordenó la detención de Stamboliski, que tuvo que esconderse para evitar el arresto. Desde la clandestinidad, trató de organizar un alzamiento en Sofía en apoyo de la marcha de Daskalov pero los diputados agrarios se opusieron y respaldaron al Gobierno. Stamboliski trató entonces de obtener el apoyo de los comunistas (en aquel momento aún llamados socialistas), que rechazaron apoyar la rebelión, que consideraban burguesa.
Daskalov, por su parte, cometió el error de no aislar la capital, lo que permitió que el gabinete solicitase el auxilio de los alemanes mientras sus unidades marchaban lentamente hacia la capital. A las 9:00 a. m. del 29 de septiembre, Daskalov dio un ultimátum a las autoridades, concediendo seis horas para que aceptasen al nuevo Gobierno antes de asaltar Sofía. El Gobierno respondió bombardeando a los rebeldes y a las cuatro de la tarde comenzó el ataque de las fuerzas rebeldes contra la capital. Los atacantes se dividieron en tres columnas, que tuvieron que enfrentarse a las unidades leales al antiguo Gobierno; el grueso de estas lo formaban unidades macedonias al mando del general Aleksandr Protogerov. La resistencia de estas fue denodada y utilizaron su artillería contra los rebeldes que carecían de ella, pero no pudieron evitar que los rebeldes alcanzasen sus objetivos al anochecer y se hallasen a las puertas de la ciudad.
Daskalov, herido por la artillería enemiga, decidió entonces aplazar el asalto hasta el amanecer para reducir el número de víctimas y tratar de evitar saqueos pero este retraso permitió el reagrupamiento de los defensores y la llegada de la 217.ª división alemana, bien provista de ametralladoras y artillería. La llegada de refuerzos dio ventaja militar a los defensores y el anuncio de la firma del armisticio en Salónica produjo un importante número de deserciones entre los atacantes. Para cuando Daskalov ordenó el asalto final a las posiciones progubernamentales a las 5:00 a. m. del 30 de septiembre sólo quedaban entre sus filas menos de 7 000 hombres, que fueron rechazaron por los defensores. El contraataque de las fuerzas del Gobierno dispersó a los rebeldes y dos días más tarde aquellas retomaban Radomir.

## Consecuencias
Tanto Daskalov como Stamboliski tuvieron que ocultarse para evitar la persecución gubernamental, que los acusaba de traición; Daskalov fue trasladado a Salónica y Stamboliski se escondió en Sofía. La victoria del Gobierno, sin embargo, no pudo sostener al régimen: aunque los Aliados permitieron el mantenimiento de la dinastía Coburgo y la monarquía, obligaron a Fernando a abdicar en su hijo Boris. A pesar de las promesas de amnistía de Malinov, fue el siguiente Gobierno, encabezado por Teodor Teodorov y que contenía a destacados agrarios el que otorgó la amnistía que permitió a los dirigentes agrarios perseguidos abandonar la clandestinidad; Stamboliski ingresó en el nuevo gabinete como ministro.